# DSA-111
La DSA-111 es una carretera perteneciente a la Red Secundaria de la Diputación Provincial de Salamanca que une la  SA-114  con la localidad de Peñarandilla.

## Origen y Destino
La carretera  DSA-111  tiene su origen en Peñarandilla en la intersección con la carretera  SA-114 , y termina en el casco urbano de Peñarandilla, formando parte de la Red de carreteras de Salamanca.